# Melecjusz (Pawluczenkow)
Melecjusz, imię świeckie Dmitrij Nikołajewicz Pawluczenkow (ur. 25 maja 1977 w Smoleńsku) – rosyjski biskup prawosławny.

## Życiorys
Ukończył seminarium duchowne w Smoleńsku. 19 sierpnia 1998 został wyświęcony na diakona przez metropolitę smoleńskiego i kaliningradzkiego Cyryla, ten sam hierarcha 23 sierpnia tego samego roku udzielił mu święceń kapłańskich. Jego postrzyżyny mnisze odbyły się 25 lutego 1999. Po święceniach kapłańskich został proboszczem parafii Przemienienia Pańskiego we Wiaźmie, którą kierował do 2005. W latach 2003–2005 był również proboszczem parafii przy soborze Trójcy Świętej we Wiaźmie i dyrektorem prowadzonego przez nią domu dziecka. W tym samym czasie, w 2004, ukończył Moskiewski Państwowy Uniwersytet Przemysłowy, zaś w 2015 r. – Moskiewski Państwowy Uniwersytet Technologii i Zarządzania im. Razumowskiego.
W 2008 r. został proboszczem parafii Ikony Matki Bożej „Władająca” w Smoleńsku, od roku następnego był również odpowiedzialny za budowę cerkwi-pomnika Zmartwychwstania Pańskiego w Lesie Katyńskim, wyświęconej w 2012.
W 2015 został przełożonym monasteru Przemienienia Pańskiego w Rosławiu, w roku następnym podniesiono go do godności ihumena. Od marca 2016 r. kierował wydziałem monasterów i życia monastycznego w eparchii smoleńskiej.
4 maja 2017 otrzymał nominację na biskupa rosławskiego i diesnogorskiego, w związku z czym 8 maja tego samego roku nadana mu została godność archimandryty.  Jego chirotonia biskupia odbyła się 11 czerwca 2017 w cerkwi Trójcy Świętej w Rieutowie, pod przewodnictwem patriarchy moskiewskiego i całej Rusi Cyryla.